# Club Deportivo San Fernando de Henares
|  | No s'ha de confondre amb Club Deportivo San Fernando. |

El Club Deportivo San Fernando és un club de futbol espanyol amb seu a San Fernando de Henares, a la Comunitat de Madrid. Fundat l'any 1929, actualment juga a Tercera Divisió – Grup 7, i celebra els partits a casa a l'Estadio Santiago del Pino.

## Història
El San Fernando de Henares va néixer l'any 1929 amb el nom de Sociedad Recreativa San Fernando, quan diverses persones locals decideixen crear un equip de futbol amateur. L'any 1943 el club es va federar i, el 21 d'octubre de 1953, va canviar el seu nom pel de Club Deportivo San Fernando.
El San Fernando va ascendir a la primera divisió regional l'any 1972–73, arribant primer a la quarta divisió cinc anys després, i es va mantenir en aquest nivell durant les tres dècades següents, tornant a la Preferent el 2008–09, però ascendint immediatament. com a campions. A la dècada de 1980 el club va guanyar el seu primer trofeu, derrotant el CD Ciempozuelos a la primera Copa de la Comunitat de Madrid.
La temporada 2006-07 el San Fernando va acabar tercer en la temporada regular, però es va quedar curt en els playoffs d'ascens a tercera divisió, sent expulsat pel CD Dénia.

## Temporada a temporada
| Season  | Tier | Divisió | Place | Copa del Rei |
| ------- | ---- | ------- | ----- | ------------ |
| 1940/41 | 6    | 3a Cat. |       |              |
| 1953/54 | 7    | 3a Cat. | 5è    |              |
| 1954/55 | 7    | 4a Cat. | 8è    |              |
| 1955/56 | 7    | 4a Cat. | 5è    |              |
| 1956/57 | 7    | 4a Cat. | 11th  |              |
| 1957/58 | 7    | 4a Cat. | 11th  |              |
| 1958/59 | 7    | 4a Cat. | 5è    |              |
| 1959/60 | 7    | 4a Cat. | 8è    |              |
| 1960/61 | 6    | 3a Cat. | 14th  |              |
| 1961/62 | 6    | 3a Cat. | 13th  |              |
| 1962/63 | 6    | 3a Cat. | 1r    |              |
| 1963/64 | 5    | 2ª Cat. | 4th   |              |
| 1964/65 | 5    | 2ª Cat. | 5è    |              |
| 1965/66 | 5    | 2ª Cat. | 14th  |              |
| 1966/67 | 5    | 2ª Cat. | 16th  |              |
| 1967/68 | 5    | 2ª Cat. | 2n    |              |
| 1968/69 | 5    | 2ª Cat. | 12th  |              |
| 1969/70 | 5    | 2ª Cat. | 4th   |              |
| 1970/71 | 5    | 2ª Cat. | 5è    |              |
| 1971/72 | 5    | 2ª Cat. | 3rd   |              |
| 1972/73 | 5    | 2ª Cat. | 3rd   |              |

| Season  | Tier | Divisió | Place | Copa del Rei |
| ------- | ---- | ------- | ----- | ------------ |
| 1973/74 | 5    | 1a Cat. | 5è    |              |
| 1974/75 | 4    | Pref.   | 8è    |              |
| 1975/76 | 4    | Pref.   | 7th   |              |
| 1976/77 | 4    | Pref.   | 8è    |              |
| 1977/78 | 5    | Pref.   | 1r    |              |
| 1978/79 | 4    | 3a      | 7th   | 2n round     |
| 1979/80 | 4    | 3a      | 7th   | 1r round     |
| 1980/81 | 4    | 3a      | 17th  | 2n round     |
| 1981/82 | 4    | 3a      | 14th  |              |
| 1982/83 | 4    | 3a      | 11th  |              |
| 1983/84 | 4    | 3a      | 17th  |              |
| 1984/85 | 4    | 3a      | 12th  |              |
| 1985/86 | 4    | 3a      | 18th  |              |
| 1986/87 | 5    | Pref.   | 1r    |              |
| 1987/88 | 4    | 3a      | 8è    |              |
| 1988/89 | 4    | 3a      | 7th   |              |
| 1989/90 | 4    | 3a      | 19th  |              |
| 1990/91 | 5    | Pref.   | 1r    |              |
| 1991/92 | 4    | 3a      | 14th  |              |
| 1992/93 | 4    | 3a      | 7th   |              |

| Season  | Tier | Divisió | Place | Copa del Rei |
| ------- | ---- | ------- | ----- | ------------ |
| 1993/94 | 4    | 3a      | 13th  |              |
| 1994/95 | 4    | 3a      | 12th  |              |
| 1995/96 | 4    | 3a      | 14th  |              |
| 1996/97 | 4    | 3a      | 16th  |              |
| 1997/98 | 4    | 3a      | 7th   |              |
| 1998/99 | 4    | 3a      | 19th  |              |
| 1999/00 | 5    | Pref.   | 2n    |              |
| 2000/01 | 4    | 3a      | 16th  |              |
| 2001/02 | 4    | 3a      | 12th  |              |
| 2002/03 | 4    | 3a      | 10th  |              |
| 2003/04 | 4    | 3a      | 7th   |              |
| 2004/05 | 4    | 3a      | 15th  |              |
| 2005/06 | 4    | 3a      | 11th  |              |
| 2006/07 | 4    | 3a      | 3rd   |              |
| 2007/08 | 4    | 3a      | 17th  |              |
| 2008/09 | 5    | Pref.   | 1r    |              |
| 2009/10 | 4    | 3a      | 12th  |              |
| 2010/11 | 4    | 3a      | 17th  |              |
| 2011/12 | 5    | Pref.   | 3rd   |              |
| 2012/13 | 4    | 3a      | 12th  |              |

| Season  | Tier | Divisió | Place | Copa del Rei |
| ------- | ---- | ------- | ----- | ------------ |
| 2013/14 | 4    | 3a      | 8è    |              |
| 2014/15 | 4    | 3a      | 16th  |              |
| 2015/16 | 4    | 3a      | 5è    |              |
| 2016/17 | 4    | 3a      | 12th  |              |
| 2017/18 | 4    | 3a      | 6è    |              |
| 2018/19 | 4    | 3a      | 8è    |              |
| 2019/20 | 4    | 3a      | 17th  |              |
| 2020/21 | 4    | 3a      | 19th  |              |
| 2021/22 | 6    | Pref.   | 15th  |              |
| 2022/23 | 7    | 1a Cat. | 2th   |              |
| 2023/24 | 6    | Pref.   |       |              |

- 38 temporades a Tercera Divisió

## Estadi
El CD San Fernando juga partits a casa a l'Estadio Santiago del Pino, amb capacitat per a 1.300 espectadors (asseguts). Disposa de gespa artificial (105 x 70) i pista d'atletisme, i es va inaugurar en un partit amb el Reial Madrid.
Anteriorment, l'equip celebrava els seus partits a l'Estadi Sánchez Lorbada, batejat així pel barri on es trobava.

## Antics jugadors
- Eloy